# 第44回ベルリン国際映画祭
第44回ベルリン国際映画祭は1994年2月10日から21日まで開催された。

## 概要
政府の方針で大幅な予算削減を余儀なくされた1994年のベルリン国際映画祭は、しかし、その難しい状況下でも多くの作品と観客を集め、成功を収めたと言える。コンペティション部門には長編22本、短編9本が出品され、実話を基にしたジム・シェリダンの 『父の祈りを』 が金熊賞を受賞。また、ソフィア・ローレンが名誉賞を授与された。
部門で見ると、フォーラム部門ではモンゴル映画が、パノラマ部門でもアジア映画が多く上映された。

## 受賞
- 金熊賞： 『父の祈りを』 (ジム・シェリダン)
- 銀熊賞
  - 審査員特別賞： 『苺とチョコレート』 (トマス・グティエレス・アレア)
  - 監督賞： クシシュトフ・キェシロフスキ (『トリコロール/白の愛』)
  - 男優賞： トム・ハンクス (『フィラデルフィア』)
  - 女優賞： クリシー・ロック (『レディバード・レディバード』)
  - 芸術貢献賞： セミョーン・D・アラノヴィッチ (『God sobaki』)
  - 貢献賞： アラン・レネ (『スモーキング/ノースモーキング』)

## 上映作品

### コンペティション部門
長編映画のみ記載。アルファベット順。邦題がついていない場合は原題の下に英題。
| 題名 原題                                              | 監督                               | 製作国                                      |
| ------------------------------------------------------ | ---------------------------------- | ------------------------------------------- |
| A magzat                                               | マールタ・メーサーロッシュ         | ハンガリー ポーランド                       |
| 第三の岸辺 A Terceira Margem do Rio                    | ネルソン・ペレイラ・ドス・サントス | フランス ブラジル                           |
| Al otro lado del tunel (On the Far Side of the Tunnel) | ハイメ・デ・アルミニャン           | スペイン                                    |
| Alles auf Anfang (Back to Square One)                  | ラインハルト・ミュンスター         | ドイツ                                      |
| Cari fottutissimi amici (Dear Goddamned Friends)       | マリオ・モニチェリ                 | イタリア                                    |
| Charachar                                              | ブッドデブ・ダシュブプト           | インド                                      |
| Der Blaue (The Blue One)                               | リーンハルト・ヴァヴツィーン       | ドイツ                                      |
| Els de davant (The Window Over the Way)                | ヘスス・ガレイ                     | フランス スペイン                           |
| Exile                                                  | ポール・コックス                   | アメリカ合衆国                              |
| フィアレス Fearless                                    | ピーター・ウィアー                 | アメリカ合衆国                              |
| 苺とチョコレート Fresa y chocolate                     | トマス・グティエレス・アレア       | キューバ メキシコ · スペイン アメリカ合衆国 |
| Год собаки (The Year of a Dog)                         | セミョーン・アラノヴィッチ         | ロシア フランス                             |
| 火狐 (Sparkling Fox)                                   | 呉子牛                             | イギリス領香港 中国                         |
| 華厳経 화엄경                                          | チャン・ソヌ                       | 韓国                                        |
| Il giudice ragazzino                                   | アレッサンドロ・ディ・ロビラント   | イタリア                                    |
| レディバード・レディバード Ladybird Ladybird           | ケン・ローチ                       | イギリス                                    |
| 父の祈りを In the Name of Father                       | ジム・シェリダン                   | アイルランド イギリス                       |
| Pas très catholique (Something Fishy)                  | トニー・マーシャル                 | フランス                                    |
| フィラデルフィア Philadelphia                          | ジョナサン・デミ                   | アメリカ合衆国                              |
| スモーキング/ノースモーキング Smoking/No Smoking       | アラン・レネ                       | フランス                                    |
| トリコロール/白の愛 Trzy kolory: Bialy                 | クシシュトフ・キェシロフスキ       | フランス ポーランド スイス                  |

### コンペティション外
- 永遠の愛に生きて – リチャード・アッテンボロー (イギリス・アメリカ)
- カリートの道 – ブライアン・デ・パルマ (アメリカ)
- 静かなる一頁 – アレクサンドル・ソクーロフ (ロシア・ドイツ)
- 日の名残り – ジェームズ・アイヴォリー (イギリス・アメリカ)
- リトル・ブッダ – ベルナルド・ベルトルッチ (イギリス・フランス)
- Abschied von Agnes – ミヒャエル・グヴィスデク (ドイツ)

## 日本映画
パノラマ部門で廣木隆一の 『800 TWO LAP RUNNERS』、山田洋次の 『学校』、フォーラム部門で山岡秀雄の 『Pickled Punk』、崔洋一の 『月はどっちに出ている』 がそれぞれ上映された。

## 審査員
- ジェレミー・トーマス (イギリス/プロデューサー)
- チンギス・アイトマートフ (キルギスタン/作家)
- マリア・ルイサ・ベンベルグ (アルゼンチン/監督・脚本)
- フランシス・ジロー (フランス/監督)
- カルロ・リッツァーニ (イタリア/監督)
- スーザン・シーデルマン (アメリカ/監督)
- シュー・フォン (香港/女優)
- モーガン・フリーマン (アメリカ/俳優)
- コリンナ・ハルフォーフ (ドイツ/女優)
- ヴォルフラム・シュッテ (ドイツ/ジャーナリスト)
- 柴田駿 (日本/フランス映画社代表)